# إيفور ريتشاردسون
إيفور ريتشاردسون (بالإنجليزية: Ivor Richardson)‏ هو قاضي ومحامي نيوزيلندي، ولد في 24 مايو 1930 في أشبورتون ‏ في نيوزيلندا، وتوفي في 29 ديسمبر 2014.